# Seznam škotskih nogometašev
Seznam škotskih nogometašev.

## A
- Arthur Albiston
- Bertie Auld

## B
- Phil Bardsley

## C
- Colin Cameron

## D
- Paul Dalglish

## F
- Darren Fletcher

## H
- Jackie Henderson
- Alan Hutton

## J
- Eoin Jess

## M
- Stuart McCaffrey

## S
- Graeme Sharp
- Walter Smith

## W
- Bob Wilson